# Marthe Thiéry
Pour les articles homonymes, voir Thiéry.
Marthe Thiéry, de son vrai nom Marthe Bailly, est une actrice québécoise née à Montréal le 5 janvier 1902 et décédée dans la même ville le 6 octobre 1979. Elle a une carrière très active au théâtre, à la radio et à la télévision. 

## Biographie
Marthe Thiéry est la fille du comédien d'origine française Antony Bailly alias Antoine Godeau. Ce dernier est ingénieur avant de répondre à l'appel de la scène où il prend le patronyme Godeau. À quinze ans (1917), elle interprète au théâtre le personnage de Maria Chapdelaine, dans une adaptation scénique de Paul Gury.
En 1922, Marthe Thiéry part effectuer une tournée à Paris. Elle y connaît un grand succès, mais elle revient au pays pour joindre la troupe de Fred Barry et Albert Duquesne. Elle épouse d'ailleurs Albert Duquesne en 1925. Elle a trois filles, Monique, Nicole et Claudine et survit au décès de son mari en 1956.
Elle aura une longue carrière au théâtre, jouera dans plusieurs feuilletons radiophoniques (entre autres dans Jeunesse dorée) et dans plusieurs téléromans. Elle passe même à la télévision dans le cadre de l'émission Les Beaux Dimanches une semaine après sa mort.

## Cinéma et télévision
- 1953 : Corridor sans issue : La Dame de pique (téléthéâtre)
- 1954 - 1957 : L'Esprit du mal : Mme MacDonald
- 1954 : 14, rue de Galais (série télévisée) : Mme Mercier
- 1955 : Quatuor : Il était une robe… (téléthéâtre)
- 1956 - 1970 : Les Belles Histoires des pays d'en haut (série télévisée) : ménagère / mère du Curé Labelle
- 1960 - 1961 : La Force de l'âge : Mathilde Auclair
- 1962 : La Balsamine (série télévisée) : Louise Villeneuve
- 1962 : Histoires extraordinaires : Le Fantôme de Canterville : rôle inconnu
- 1967 - 1968 : D'Iberville (série télévisée) : Jeanne LeBer
- 1968 : Le Paradis terrestre (série télévisée) : Sophie Riendeau
- 1971 : Au retour des oies blanches (TV)
- 1977 : Le Pont (série télévisée) : Tante Rose
- 1977 : J.A. Martin photographe : Grand-mère

## Sources
- Raymonde Bergeron et Marcelle Ouellette, Radio-Canada 1936-1986, Voix, visages et légendes, 1986.
- « Marthe Thiéry » (présentation), sur l'Internet Movie Database
- Fiche séries télé sur Qui Joue Qui ?